# Hypoxis nyasica
Hypoxis nyasica là một loài thực vật có hoa trong họ Hypoxidaceae. Loài này được Baker mô tả khoa học đầu tiên năm 1897.